# Sygnaturka (dzwon)

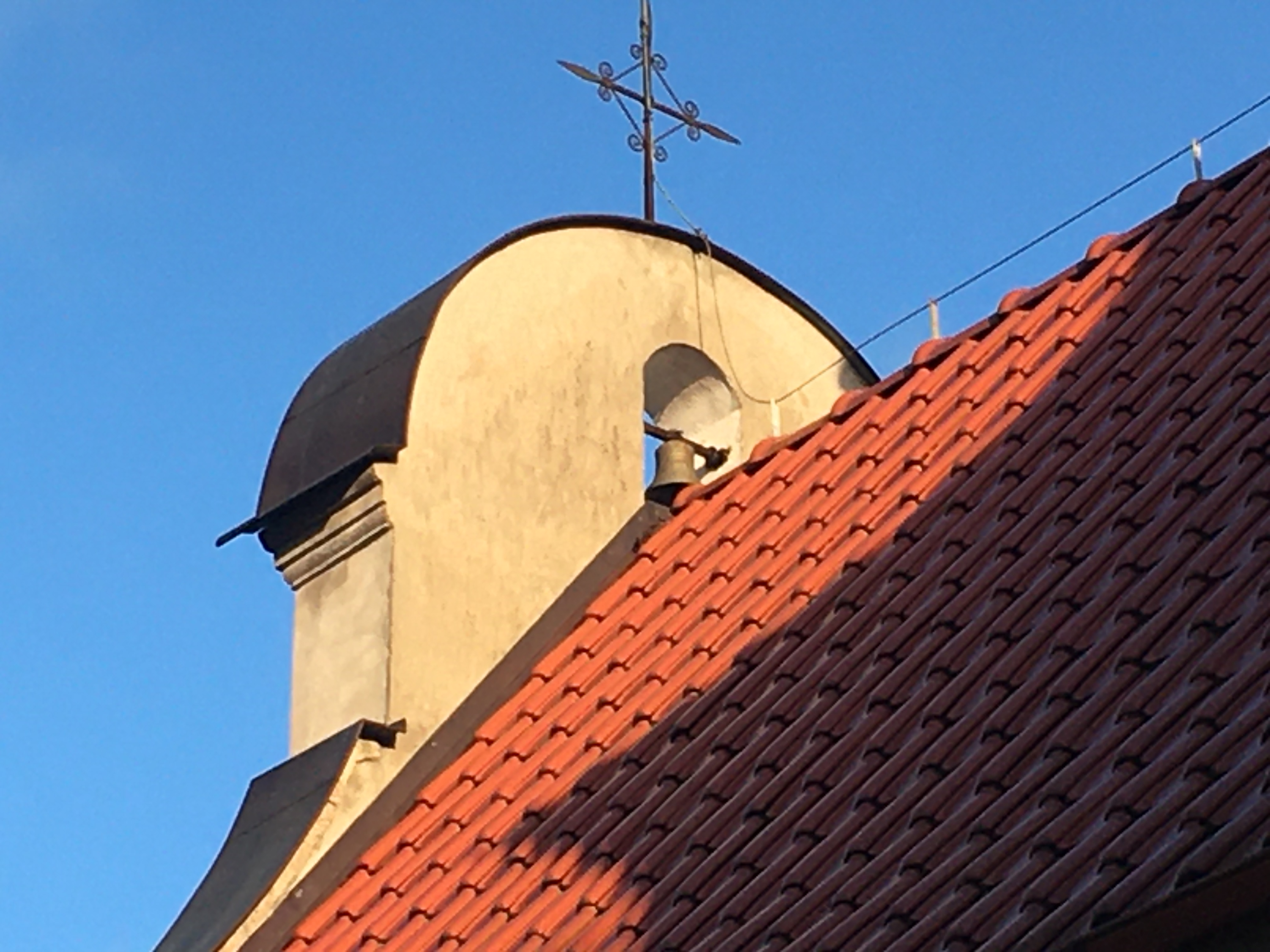
Sygnaturka zawieszona w dzwonnicy typu bellcote kościoła pw. NSPJ we Wdzie

Sygnaturka – rodzaj dzwonu kościelnego:
- najmniejszy z dzwonów kościoła, umieszczony zazwyczaj na małej wieży również nazywanej sygnaturką. Kiedyś sygnaturka dzwoniła podczas podniesienia, lecz później zastąpił ją gong, obecnie jest używana 5 min przed Mszą Świętą.
- dzwonek umieszczony przy wyjściu z zakrystii kościoła, który służy do informowania wiernych, że właśnie rozpoczęła się procesja wejścia, a tym samym liturgia[1].
- dzwonek w kapliczce, pełniący funkcje ostrzegawcze i informacyjne (pożar, śmierć)[2].